# David Claerbout
David Claerbout, né à Courtrai en 1969, est un vidéaste et photographe belge contemporain.

## Biographie
David Claerbout a étudié à Anvers, Amsterdam et Berlin avant de s'installer définitivement à Anvers (il continue cependant d'aller régulièrement à Amsterdam où il enseigne à la Rijksakademie van beeldende kunsten dont il avait été élève).
Depuis 1997, il s'évertue à mélanger vidéos et photos, œuvres en mouvement et images fixes. Ainsi peut-il proposer des vidéos constituées d'un simple plan fixe ou des séries de clichés qui donnent une impression de mouvement.
Très attaché à la composition formelle de ses travaux, David Claerbout soigne également leurs rapports à la lumière, développe une réflexion sur le regard et le point de vue et, enfin, considère le temps et l'espace comme des "points d’ancrage de [s]a production vidéographique".
Influencé par Gilles Deleuze et la phénoménologie, il n'hésite pas à utiliser des procédés narratifs dans ses suites de photos.

## Expositions personnelles
1997
- Montevideo Gallery, Anvers
- Argos, Kanal 20, Bruxelles

1998
- Établissement d'en Face, Bruxelles

1999
- Caryatids [ Installation-Sonore permanente, Christian Kieckens, architecte ] Hallen, Courtrai
- De Vereniging, S.M.A.K., Gand

2000
- Projet pour Internet: "Present" [www.diacenter.org/claerbout], DIA Center for the Arts, New York
- Galerie Micheline Szwajcer, Anvers
- Untitled [Single channel projection] / Retrospection, Nicole Klagsbrun Gallery, New York

2001
- Galerie Rüdiger Schöttle, Munich
- Galerie Johnen + Schöttle, Cologne

2002
- Kunstverein Hannover, Hanovre
- Annet Gelink Gallery, Amsterdam
- Galerie Johnen + Schöttle, Cologne

2003
- Hauser & Wirth, Zurich
- Galerie Micheline Szwajcer, Anvers
- Galleri K, Oslo
- Rüdiger Schöttle, Munich
- CGAC Centro Galego de Arte Contemporánea, Saint-Jacques-de-Compostelle
- Musée Boijmans Van Beuningen, Rotterdam

2004
- Art Gallery of Windsor, Windsor
- Herbert Read Gallery, Canterbury

2005
- Background Time – Gezeiten
  - Akademie der Künste, Berlin
  - Kunstbau im Lehnbachhaus, Munich
  - Dundee Contemporary Arts Centre, Dundee
  - Van Abbemuseum, Eindhoven
- Le Magasin, Musée dauphinois, Grenoble
- Visible Time, Galerie Yvon Lambert, New York

2006
- Curator's Eye – Vol. 1 David Claerbout, NCA Gallery, Tokyo

2007
- David Claerbout
  - Centre Georges Pompidou, Espace 315, Paris
  - MIT LIST Visual Arts Center, Cambridge
  - Kunstmuseum, Saint-Gall
  - Belkin Galleries at the University of British Columbia, Vancouver
  - Fondation de Pont, Tilburg
  - Queensland Art Gallery, Brisbane
  - Tokyo Metropolitan Museum of Photography, Tokyo
  - MOCA, Taipei
- David Claerbout. Three Works, Musées royaux des Beaux-Arts de Belgique, Bruxelles
- David Claerbout, Le printemps, lentement, Musée de l'Orangerie, Paris, du 12 mars au 9 juin 2025[2]